# 韋謝利波季爾 (謝梅尼夫卡區)
49°35′51″N 33°15′36″E / 49.59750°N 33.26000°E
韋謝利波季爾（烏克蘭語：Веселий Поділ），是烏克蘭中部的村莊，隸屬波爾塔瓦州的克雷門丘克區。該村處於克里瓦魯達河畔，2001年該村落人口1,196。